# 小行星1323
小行星1323（1323 Tugela）是一颗围绕太阳公转的小行星。1934年5月19日，西里爾·傑克遜在约翰内斯堡发现了此天体。
該小行星以南非的圖蓋拉河命名。
这颗小行星的绝对星等为135.6303361780013等。